# Mino da Fiesole

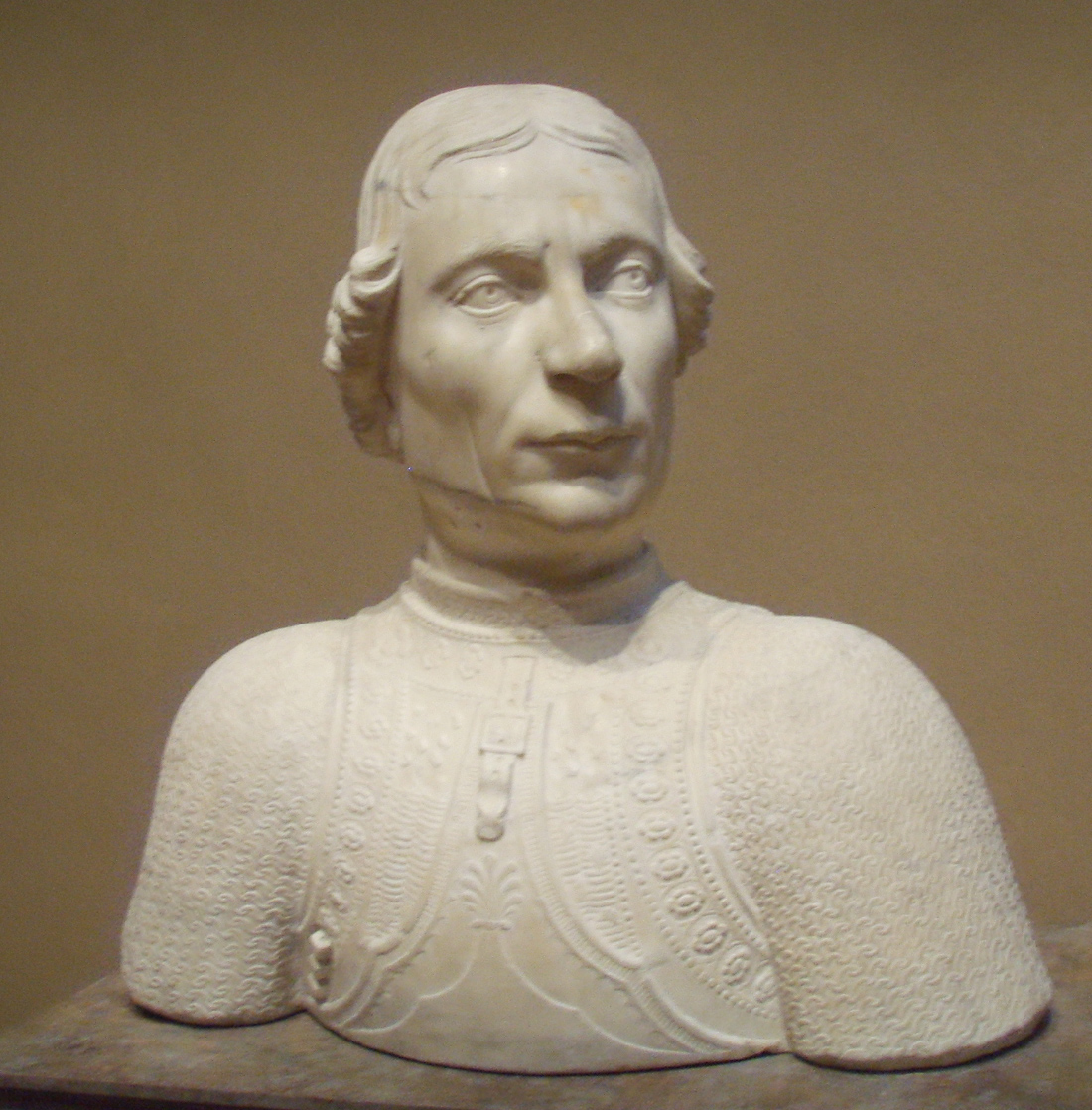
Mino da Fiesole: Retrat d'Astorre II Manfredi (1455), National Gallery of Art, Washington DC (EUA)

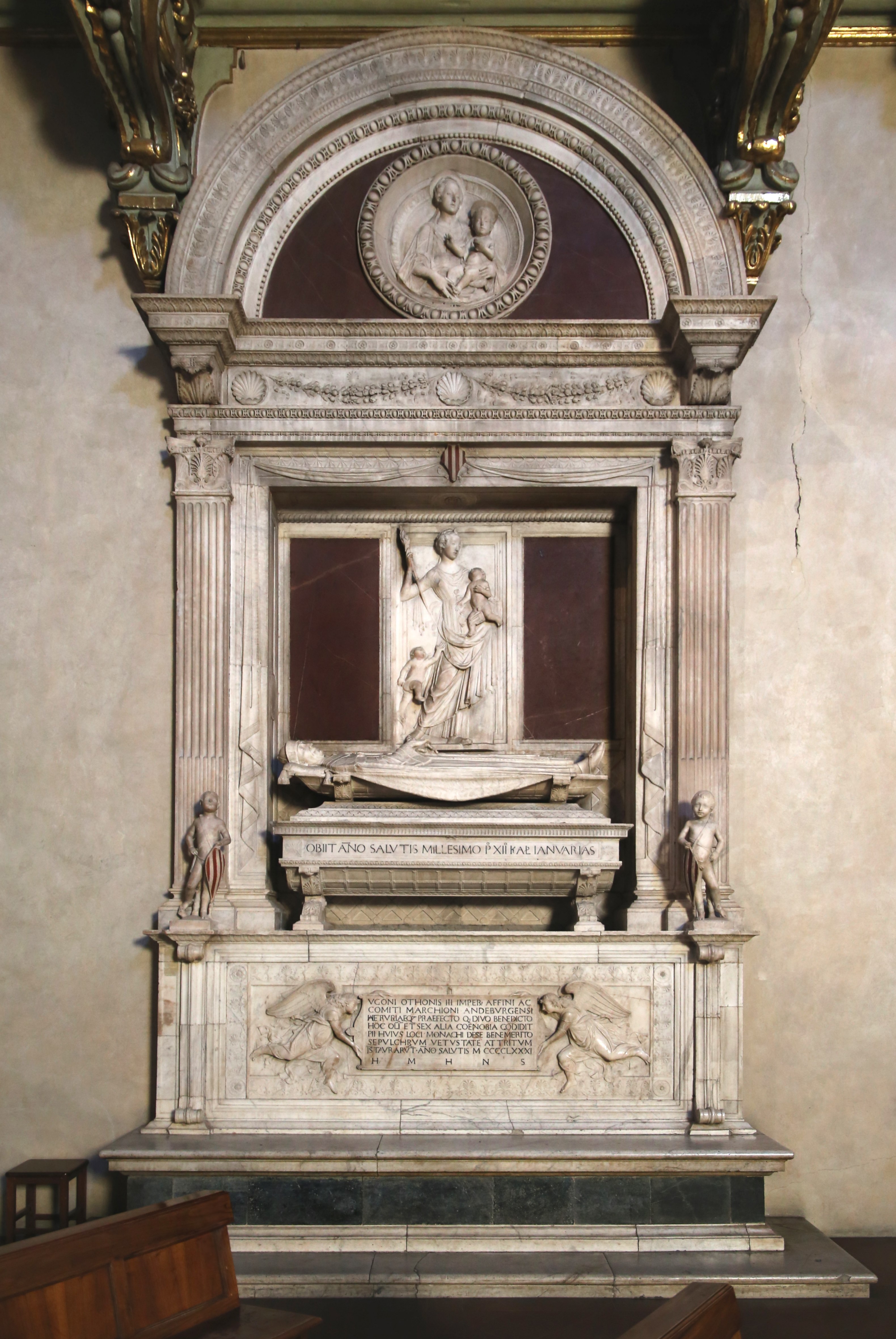
Sepulcre d'Ugo, comte de Toscana, Badia, Florència.

Mino da Fiesole, també conegut com a Mino di Giovanni (Poppi, c. 1429 – 11 de juliol de 1484) va ser un escultor italià del Renaixement. Va destacar especialment pels seus bustos. La seua obra rep la influència del seu mestre, Desiderio da Settignano, i d'Antonio Rossellino, i es caracteritza pel seu vistós i angular tractament dels drapats, per l'acabat i finor dels detalls i per la seua espiritualitat i l'expressió d'una sincera devoció.
A diferència de la major part dels escultors florentins de la seua generació, Mino va fer dues llargues estades a Roma: de 1459 a 1464 i de 1473/1474 a 1480. Va ser amic i company de Desiderio da Settignano i de Matteo Civitali; tots tres d'aproximadament la mateixa edat.

## Trajectòria artística
Entre les primeres obres de Mino, les millors es troben a la Catedral de Fiesole: El retaule i el sepulcre del bisbe Salutati, fets abans de 1466.
Les seues comandes més complicades i àrdues, que palesen la seua personalitat artística i intel·lectual, són un retaule i una tomba per a l'església del monestir benedictí de Florència, conegut com la Badia (Aquestes obres han estat reinstal·lades en l'església reconstruïda). El primer, acabat al voltant de 1468 era essencialment una comanda per al jurista florentí Bernardo Giugni. La segona, directament encarregada pels frares i acabada l'any 1481, honora la memòria del seu fundador, el comte Hug de Toscana, que va viure al segle x. Aquests monuments murals van posar en joc la mestria de Mino: els retrats en baix relleu estan treballats a l'interior d'edicles decorats amb originals motllures. Els historiadors de l'art han revelat la gran diversitat de fonts històriques i contemporànies en les quals va inspirar-se Mino per fer aquestes tombes, que el distingeixen dels altres escultors florentins contemporanis.
El púlpit de la Catedral de Prato, en l'elaboració del qual va treballar amb Antonio Rossellino i que van finalitzar l'any 1473, està delicadament esculpit amb baixos relleus de gran minuciositat, tot i ser de feble dibuix.
L'any 1473 va traslladar-se a Roma, on aparentment va viure 6 anys. És dubtós que tots els monuments que se li han atribuït a aquesta ciutat siguen de la seua mà; no hi ha discussió pel que fa al sepulcre del florentí Francesco Tornabuoni a l'església de Santa Maria sopra Minerva, les restes del monument al papa Pau II a la cripta de la Basílica de Sant Pere i el bell i petit tabernacle de marbre per als olis sagrats de Santa Maria in Trastevere, que porten la inscripció Opus Mini.
Hi ha també pocs dubtes que Mino siga l'autor de diversos monuments conservats a Santa Maria del Popolo, especialment el del bisbe Gomiel i el de l'arquebisbe Rocca (1482), així com els retaules de marbre donats pel papa Alexandre VI. Alguns bustos i retrats de perfil en baix relleu fets per Mino es conserven al Bargello, a Florència; es mostren plens de vida i d'expressió, malgrat no posseir l'extrem realisme de Verrocchio i d'altres escultors de l'època.
Entre altres de les seues obres cal esmentar:
- Un bust de Piero de Medici (1453)
- Un bust de Niccolò Strozzi (1454)
- Un bust d'Astorgi II Manfredi (1455)
- El dosser sobre l'altar de Santa Maria Maggiore, a Roma
- Un bust de Dietisalvi Neroni Arxivat 2003-04-11 a Wayback Machine., conseller de Piero de Mèdici (1464)
- Al·legories de la Caritat Arxivat 2008-09-16 a Wayback Machine. i la Fe Arxivat 2008-09-16 a Wayback Machine., probablement dissenyades per a un sepulcre mural (1475/1480)

La biografia de Mino que Giorgio Vasari inclou a la seua obra Le Vite de' più eccellenti pittori, scultori, e architettori el menysprea com un mer seguidor de Desiderio da Settignano, el seu mestre.